# Мануил Армянин
Мануил Армянин (ср.-греч. Μανούηλ ό Άρμένιος) — византийский военачальник, занимавший должность доместика схол.

## Биография
Мануил родился в армянской семье. Кроме него в семье был как минимум один брат, которого звали Марин, отец будущей императрицы Феодоры. Мануил начал свою карьеру во времена императора Михаила I Рангаве (811—813), занимая должность протостратора. На тот момент он был достаточно молод, около 20 лет. Он находился на стороне Михаила во время его конфронтации с Львом Армянином, однако после низложения в 813 году Мануил всё же получил повышение до патрикия и стал стратигом фемы Армениакон или фемы Анатолик, то есть был назначен на самую высокую должность из доступных в византийских фемах, которую до своего воцарения занимал и сам Лев. Согласно византинистам Дж. Бьюри и У. Тредголду, в 819 году, примерно за год до окончания правления Льва, Мануил получил от него уникальную должность моностратига пяти фем империи в Анатолии. Эта исключительная мера, по предположению последнего из историков, была направлена на организацию более эффективного внутреннего сопротивления иконоборцам, которые сопротивлялись проводимой императором политике, а не на организацию военного похода. Однако, по данным редакторов «Prosopographie der mittelbyzantinischen Zeit», это назначение само по себе не факт что состоялось, а предположения о нём являются неверным прочтением первоисточника. Михаил Сириец писал о том, что примерно в это же время Мануил был в ответе за проводимые с беженцами-хуррамитами и их вождём Насром переговоры. Последний в дальнейшем поступил на службу в армию Византии, крестился и принял имя Феофоб. Однако хронология этого эпизода в целом достаточно путанная и в целом вызывает недоверие.